# 五矿资本
五矿资本控股有限公司（简称五矿资本，上交所：600390）成立于1999年，是中国五矿的绝对控股金控平台，拥有金融业务全牌照，旗下公司囊括信托、金融租赁、证券、期货、银行、基金、保险等行业，并已于2016年12月重组上市。
公司定位为中国五矿的金融投资管理及服务平台，直接控股五矿信托、中国外贸金融租赁有限公司（简称“外贸金租”）、五矿期货有限公司（简称“五矿期货”）以及五矿证券有限公司（简称“五矿证券”）4家持牌金融机构。

## 历史沿革
五矿资本控股前身为成立于1999年3月的五矿投资发展有限责任公司，由中国五金矿产进出口总公司（中国五矿前身）与五矿国际有色金属贸易公司（简称“五矿国际”）共同出资组建。
2011年4月，中国五矿将其持有公司的100.00%股权转让给中国五矿股份有限公司（简称“五矿股份”）。2012年2月，公司更名为现用名。截至2015年末，公司注册及实收资本均为92.09亿元。
2016年5月，五矿股份同意将其所持有公司100.00%股权转让给上市公司金瑞新材料科技股份有限公司（600390.SH，简称“金瑞科技”），并以该等股权认购金瑞科技新发行的股份，金瑞科技成为公司控股股东。2017年4月，金瑞科技更名为五矿资本股份有限公司（简称“五矿资本”）。